# Siphonicytara occidentalis
Siphonicytara occidentalis är en mossdjursart som beskrevs av Bock och Cook 200. Siphonicytara occidentalis ingår i släktet Siphonicytara och familjen Siphonicytaridae. Inga underarter finns listade i Catalogue of Life.